# Pou de la neu (Ascó)
El Pou de la neu és una obra d'Ascó (Ribera d'Ebre) protegida com a Bé Cultural d'Interès Local.

## Descripció
Emplaçat a la planta baixa de la casa de Ca Jepo, amb accés per una porta de pedra carejada situada sota un perxe típic. És una gran construcció subterrània, tota ella feta amb carreus molt ben treballats disposats en filades regulars. És de planta circular amb un diàmetre d'uns deu metres i acaba amb una volta apuntada, a la manera d'un gla. No es pot precisar l'alçada, donat que està molt terraplenada per les escombraries que l'antic propietari hi abocà en fer obres a la casa. Es fa servir per a guardar llenya i d'altres trastos vells.

## Història
Se'n té referència per documents d'Ascó de l'any 1630, el 18 d'abril: "...que's lliure lo vendre la neu a Gabriel Montornés del dia q(ue) li manava fins a s(an)t Francesch que 's a 4 de ocutbre."